# Aeschynanthus radicans
Aeschynanthus radicans  es una especie de planta trepadora nativa de las zonas tropicales húmedas de la Península de Malaca hasta el sur de la Isla de Java.

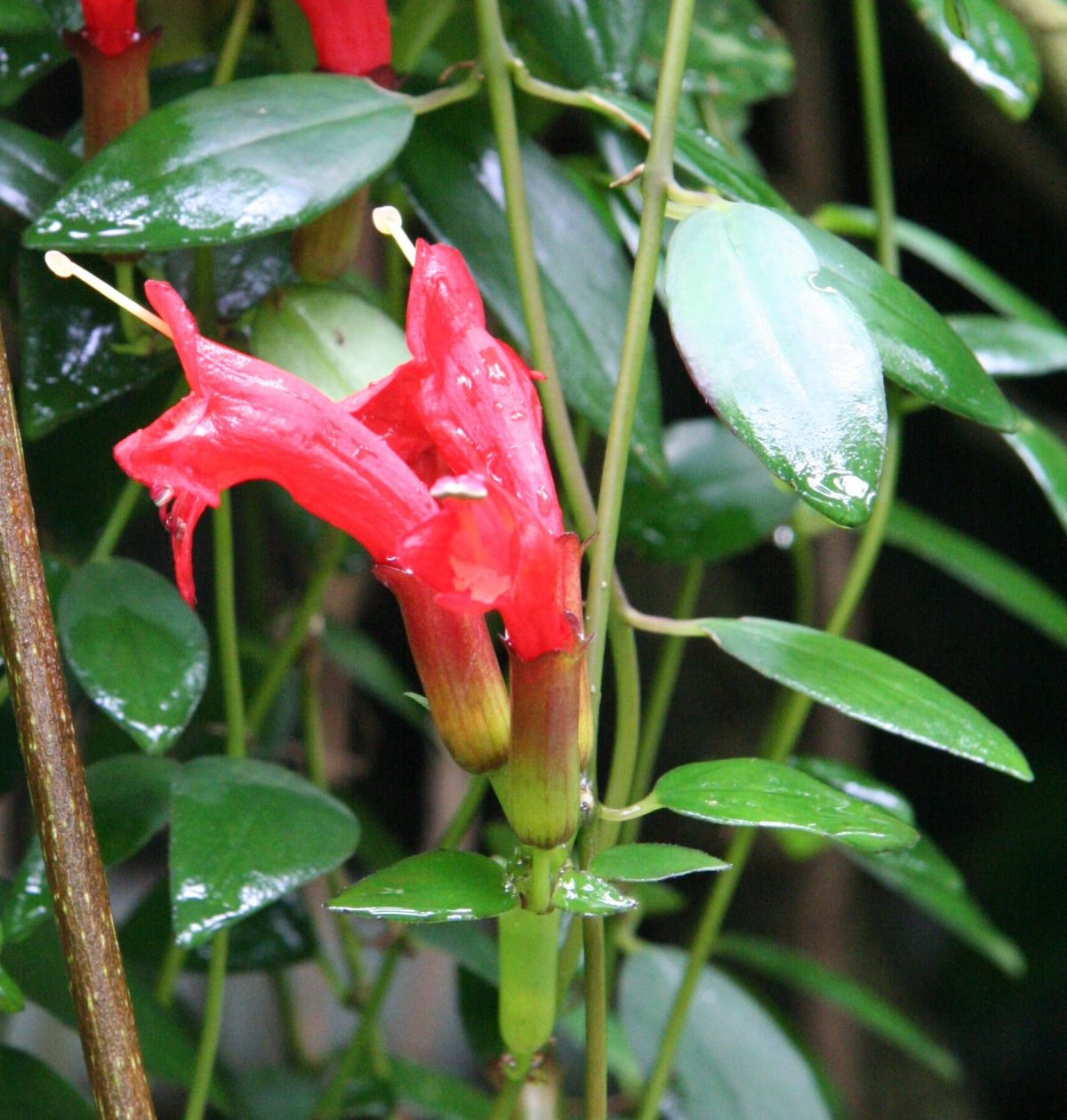
Flores

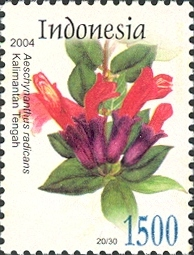
Sello postal de Indonesia

## Descripción
Es una planta de hábitos de epífita o litofita que alcanza un tamaño de 1,5 m de altura, con hojas coriáceas, verdes de 4-8 cm de largo, ovadas a lanceoladas, opuestas o verticiladas. Las flores son terminales, tubulares de 5-7.5 cm de largo, con los lóbulos superiores más cortos que los inferiores. Por lo general son de color escarlata con gargantas amarillas. 

## Cultivo
Esta planta se caracteriza por su excelencia como una planta de interior y es ideal para cestas colgantes. Requiere una gran cantidad de luz, pero no la luz solar directa. La humedad también se observa como que tiene un importante efecto positivo. El recorte de la planta hace que sea más completa. Esta planta en particular es también distintiva debido a su olor acre.

## Taxonomía
Aeschynanthus radicans fue descrita por William Jack y publicado en Transactions of the Linnean Society of London 14(1): 43. 1823.
Etimología
Aeschynanthus: nombre genérico que deriva de las palabras griegas αισχυνη,  aischyne = "vergüenza", αισχυνω ,  aischynō = "de lo que avergonzarse" , y ανθος , anthos = "flor" , aludiendo a la corola generalmente d color rojo, o (menos probable ) de αίσχυνειν ,  aischýnein = "deformación , distorsionar" y άνθος ,  anthos  = "flor", en referencia a la extraña forma de la corola.
radicans: epíteto latíno que significa  "echando raíces".
Sinonimia
- Trichosporum ovatum D.Don ex C.B.Clarke
- Trichosporum radicans Nees[4]